# Chropov
Chropov (allemand : Kropow ) est un village de Slovaquie situé dans la région de Trnava.

## Histoire
Première mention écrite du village en 1262.

## Démographie

### Évolution de la population
| Année:               | 1994. | 2004.   | 2014.    | 2024.   |
| -------------------- | ----- | ------- | -------- | ------- |
| Nombre de personnes: | 354   | 357     | 393      | 369     |
| Différence:          |       | +0,84 % | +10,08 % | -6,10 % |

| Année:               | 2023. | 2024.   |
| -------------------- | ----- | ------- |
| Nombre de personnes: | 373   | 369     |
| Différence:          |       | -1,07 % |